# Chilicola espeleticola
Chilicola espeleticola är en biart som beskrevs av Michener 2002. Chilicola espeleticola ingår i släktet Chilicola och familjen korttungebin. Inga underarter finns listade i Catalogue of Life.